# Liste der Nummer-eins-Hits in den USA (1978)
Dies ist eine Liste der Nummer-eins-Hits in den von Billboard ermittelten Charts in den USA (Hot 100) im Jahr 1978. In diesem Jahr gab es zwanzig Nummer-eins-Singles und zehn Nummer-eins-Alben.

## Singles
| ← 1977 ← | Liste der Nummer-eins-Hits in den USA | Liste der Nummer-eins-Hits in den USA | Liste der Nummer-eins-Hits in den USA                                  | 1979 →                    |
| \| Zeitraum \| Wo. ges. \| Interpret \| Titel Autor(en) \| Zusätzliche Informationen \| \| (Zeitraum, Wochen auf Platz eins, Interpret, Titel, Autor[en], zusätzliche Informationen) \| \| \| \| \| \| ----------------------------------------------------------------------------------------- \| -------- \| ---------------------------------- \| -------------------------------------------------------------------------- \| ------------------------- \| \| 24. Dezember 1977 – 13. Januar 1978 3 Wochen (insgesamt 3) \| 3 \| Bee Gees \| How Deep Is Your Love[1] Barry Gibb, Maurice Gibb, Robin Gibb \| - \| \| 14. Januar 1978 – 3. Februar 1978 3 Wochen (insgesamt 3) \| 3 \| Player \| Baby Come Back[2] J.C. Crowley, Peter Beckett \| - \| \| 4. Februar 1978 – 3. März 1978 4 Wochen (insgesamt 4) \| 4 \| Bee Gees \| Stayin’ Alive[3] Barry Gibb, Maurice Gibb, Robin Gibb \| - \| \| 4. März 1978 – 17. März 1978 2 Wochen (insgesamt 2) \| 2 \| Andy Gibb \| (Love Is) Thicker Than Water[4] Barry Gibb, Andy Gibb \| - \| \| 18. März 1978 – 12. Mai 1978 8 Wochen (insgesamt 8) \| 8 \| Bee Gees \| Night Fever[5] Barry Gibb, Maurice Gibb, Robin Gibb \| - \| \| 13. Mai 1978 – 19. Mai 1978 1 Woche (insgesamt 1) \| 1 \| Yvonne Elliman \| If I Can’t Have You[6] Barry Gibb, Maurice Gibb, Robin Gibb \| - \| \| 20. Mai 1978 – 2. Juni 1978 2 Wochen (insgesamt 2) \| 2 \| Wings \| With a Little Luck[7] Paul McCartney \| - \| \| 3. Juni 1978 – 9. Juni 1978 1 Woche (insgesamt 1) \| 1 \| Johnny Mathis & Deniece Williams \| Too Much, Too Little, Too Late[8] John Vallins, Nat Kipner \| - \| \| 10. Juni 1978 – 16. Juni 1978 1 Woche (insgesamt 1) \| 1 \| John Travolta & Olivia Newton-John \| You’re the One That I Want[9] John Farrar \| - \| \| 17. Juni 1978 – 4. August 1978 7 Wochen (insgesamt 7) \| 7 \| Andy Gibb \| Shadow Dancing[10] John Farrar \| - \| \| 5. August 1978 – 11. August 1978 1 Woche (insgesamt 1) \| 1 \| The Rolling Stones \| Miss You[11] Mick Jagger, Keith Richards \| - \| \| 12. August 1978 – 25. August 1978 2 Wochen (insgesamt 2) \| 2 \| The Commodores \| Three Times a Lady[12] Lionel Richie \| - \| \| 26. August 1978 – 8. September 1978 2 Wochen (insgesamt 2) \| 2 \| Frankie Valli \| Grease[13] Barry Gibb \| - \| \| 9. September 1978 – 29. September 1978 3 Wochen (insgesamt 3) \| 3 \| A Taste of Honey \| Boogie Oogie Oogie[14] Janice Marie Johnson, Perry L. Kibble \| - \| \| 30. September 1978 – 27. Oktober 1978 4 Wochen (insgesamt 4) \| 4 \| Exile \| Kiss You All Over[15] Mike Chapman, Nicky Chinn \| - \| \| 28. Oktober 1978 – 3. November 1978 1 Woche (insgesamt 1) \| 1 \| Nick Gilder \| Hot Child in the City[16] Nick Gilder, James McCulloch \| - \| \| 4. November 1978 – 10. November 1978 1 Woche (insgesamt 1) \| 1 \| Anne Murray \| You Needed Me[17] Randy Goodrum \| - \| \| 11. November 1978 – 1. Dezember 1978 3 Wochen (insgesamt 3) \| 3 \| Donna Summer \| MacArthur Park[18] Jimmy Webb \| - \| \| 2. Dezember 1978 – 8. Dezember 1978 1 Woche (insgesamt 4) \| 4 \| Barbra Streisand & Neil Diamond \| You Don’t Bring Me Flowers[19] Neil Diamond, Alan Bergman, Marilyn Bergman \| - \| \| 9. Dezember 1978 – 15. Dezember 1978 1 Woche (insgesamt 6) \| 6 \| Chic \| Le Freak[20] Nile Rodgers, Bernard Edwards \| - \| \| 16. Dezember 1978 – 22. Dezember 1978 1 Woche (insgesamt 4) \| 4 \| Barbra Streisand & Neil Diamond \| You Don’t Bring Me Flowers Neil Diamond, Alan Bergman, Marilyn Bergman \| - \| \| 23. Dezember 1978 – 5. Januar 1979 2 Wochen (insgesamt 6) \| 6 \| Chic \| Le Freak Nile Rodgers, Bernard Edwards \| - \| |                                       |                                       |                                                                        |                           |
| ← 1977 |                                       |                                       |                                                                        | → 1979 →                  |
| Zeitraum | Wo. ges.                              | Interpret                             | Titel Autor(en)                                                        | Zusätzliche Informationen |
| (Zeitraum, Wochen auf Platz eins, Interpret, Titel, Autor[en], zusätzliche Informationen) |                                       |                                       |                                                                        |                           |
| 24. Dezember 1977 – 13. Januar 1978 3 Wochen (insgesamt 3) | 3                                     | Bee Gees                              | How Deep Is Your Love Barry Gibb, Maurice Gibb, Robin Gibb             | -                         |
| 14. Januar 1978 – 3. Februar 1978 3 Wochen (insgesamt 3) | 3                                     | Player                                | Baby Come Back J.C. Crowley, Peter Beckett                             | -                         |
| 4. Februar 1978 – 3. März 1978 4 Wochen (insgesamt 4) | 4                                     | Bee Gees                              | Stayin’ Alive Barry Gibb, Maurice Gibb, Robin Gibb                     | -                         |
| 4. März 1978 – 17. März 1978 2 Wochen (insgesamt 2) | 2                                     | Andy Gibb                             | (Love Is) Thicker Than Water Barry Gibb, Andy Gibb                     | -                         |
| 18. März 1978 – 12. Mai 1978 8 Wochen (insgesamt 8) | 8                                     | Bee Gees                              | Night Fever Barry Gibb, Maurice Gibb, Robin Gibb                       | -                         |
| 13. Mai 1978 – 19. Mai 1978 1 Woche (insgesamt 1) | 1                                     | Yvonne Elliman                        | If I Can’t Have You Barry Gibb, Maurice Gibb, Robin Gibb               | -                         |
| 20. Mai 1978 – 2. Juni 1978 2 Wochen (insgesamt 2) | 2                                     | Wings                                 | With a Little Luck Paul McCartney                                      | -                         |
| 3. Juni 1978 – 9. Juni 1978 1 Woche (insgesamt 1) | 1                                     | Johnny Mathis & Deniece Williams      | Too Much, Too Little, Too Late John Vallins, Nat Kipner                | -                         |
| 10. Juni 1978 – 16. Juni 1978 1 Woche (insgesamt 1) | 1                                     | John Travolta & Olivia Newton-John    | You’re the One That I Want John Farrar                                 | -                         |
| 17. Juni 1978 – 4. August 1978 7 Wochen (insgesamt 7) | 7                                     | Andy Gibb                             | Shadow Dancing John Farrar                                             | -                         |
| 5. August 1978 – 11. August 1978 1 Woche (insgesamt 1) | 1                                     | The Rolling Stones                    | Miss You Mick Jagger, Keith Richards                                   | -                         |
| 12. August 1978 – 25. August 1978 2 Wochen (insgesamt 2) | 2                                     | The Commodores                        | Three Times a Lady Lionel Richie                                       | -                         |
| 26. August 1978 – 8. September 1978 2 Wochen (insgesamt 2) | 2                                     | Frankie Valli                         | Grease Barry Gibb                                                      | -                         |
| 9. September 1978 – 29. September 1978 3 Wochen (insgesamt 3) | 3                                     | A Taste of Honey                      | Boogie Oogie Oogie Janice Marie Johnson, Perry L. Kibble               | -                         |
| 30. September 1978 – 27. Oktober 1978 4 Wochen (insgesamt 4) | 4                                     | Exile                                 | Kiss You All Over Mike Chapman, Nicky Chinn                            | -                         |
| 28. Oktober 1978 – 3. November 1978 1 Woche (insgesamt 1) | 1                                     | Nick Gilder                           | Hot Child in the City Nick Gilder, James McCulloch                     | -                         |
| 4. November 1978 – 10. November 1978 1 Woche (insgesamt 1) | 1                                     | Anne Murray                           | You Needed Me Randy Goodrum                                            | -                         |
| 11. November 1978 – 1. Dezember 1978 3 Wochen (insgesamt 3) | 3                                     | Donna Summer                          | MacArthur Park Jimmy Webb                                              | -                         |
| 2. Dezember 1978 – 8. Dezember 1978 1 Woche (insgesamt 4) | 4                                     | Barbra Streisand & Neil Diamond       | You Don’t Bring Me Flowers Neil Diamond, Alan Bergman, Marilyn Bergman | -                         |
| 9. Dezember 1978 – 15. Dezember 1978 1 Woche (insgesamt 6) | 6                                     | Chic                                  | Le Freak Nile Rodgers, Bernard Edwards                                 | -                         |
| 16. Dezember 1978 – 22. Dezember 1978 1 Woche (insgesamt 4) | 4                                     | Barbra Streisand & Neil Diamond       | You Don’t Bring Me Flowers Neil Diamond, Alan Bergman, Marilyn Bergman | -                         |
| 23. Dezember 1978 – 5. Januar 1979 2 Wochen (insgesamt 6) | 6                                     | Chic                                  | Le Freak Nile Rodgers, Bernard Edwards                                 | -                         |

## Alben
| ← 1977 ← | Liste der Nummer-eins-Alben in den USA | Liste der Nummer-eins-Alben in den USA | Liste der Nummer-eins-Alben in den USA                  | 1979 →                    |
| \| Zeitraum \| Wo. ges. \| Interpret \| Titel \| Zusätzliche Informationen \| \| (Zeitraum, Wochen auf Platz eins, Interpret, Titel, zusätzliche Informationen) \| \| \| \| \| \| ------------------------------------------------------------------------------ \| -------- \| ---------------------------------- \| ----------------------------------------------------------- \| ------------------------- \| \| 31. Dezember 1977 – 6. Januar 1978 1 Woche (insgesamt 5) \| 5 \| Linda Ronstadt \| Simple Dreams[21] \| - \| \| 7. Januar 1978 – 20. Januar 1978 2 Wochen (insgesamt 31) \| 31 \| Fleetwood Mac \| Rumours[22] \| - \| \| 21. Januar 1978 – 7. Juli 1978 24 Wochen (insgesamt 24) \| 24 \| Original Movie Sound Track \| Saturday Night Fever[23] \| - \| \| 8. Juli 1978 – 14. Juli 1978 1 Woche (insgesamt 1) \| 1 \| Gerry Rafferty \| City to City[24] \| - \| \| 15. Juli 1978 – 28. Juli 1978 2 Wochen (insgesamt 2) \| 2 \| The Rolling Stones \| Some Girls[25] \| - \| \| 29. Juli 1978 – 15. September 1978 7 Wochen (insgesamt 7) \| 7 \| Original Motion Picture Soundtrack \| Grease: The Original Soundtrack from the Motion Picture[26] \| - \| \| 16. September 1978 – 22. September 1978 1 Woche (insgesamt 1) \| 1 \| Boston \| Don’t Look Back[27] \| - \| \| 23. September 1978 – 6. Oktober 1978 2 Wochen (insgesamt 9) \| 9 \| Original Motion Picture Soundtrack \| Grease: The Original Soundtrack from the Motion Picture \| - \| \| 7. Oktober 1978 – 13. Oktober 1978 1 Woche (insgesamt 2) \| 2 \| Boston \| Don’t Look Back \| - \| \| 14. Oktober 1978 – 3. November 1978 3 Wochen (insgesamt 12) \| 12 \| Original Motion Picture Soundtrack \| Grease: The Original Soundtrack from the Motion Picture \| - \| \| 4. November 1978 – 10. November 1978 1 Woche (insgesamt 1) \| 1 \| Linda Ronstadt \| Living in the USA[28] \| - \| \| 11. November 1978 – 17. November 1978 1 Woche (insgesamt 1) \| 1 \| Donna Summer \| Live and More[29] \| - \| \| 18. November 1978 – 29. Dezember 1978 6 Wochen (insgesamt 6) \| 6 \| Billy Joel \| 52nd Street[30] \| - \| |                                        |                                        |                                                         |                           |
| ← 1977 |                                        |                                        |                                                         | → 1979 →                  |
| Zeitraum | Wo. ges.                               | Interpret                              | Titel                                                   | Zusätzliche Informationen |
| (Zeitraum, Wochen auf Platz eins, Interpret, Titel, zusätzliche Informationen) |                                        |                                        |                                                         |                           |
| 31. Dezember 1977 – 6. Januar 1978 1 Woche (insgesamt 5) | 5                                      | Linda Ronstadt                         | Simple Dreams                                           | -                         |
| 7. Januar 1978 – 20. Januar 1978 2 Wochen (insgesamt 31) | 31                                     | Fleetwood Mac                          | Rumours                                                 | -                         |
| 21. Januar 1978 – 7. Juli 1978 24 Wochen (insgesamt 24) | 24                                     | Original Movie Sound Track             | Saturday Night Fever                                    | -                         |
| 8. Juli 1978 – 14. Juli 1978 1 Woche (insgesamt 1) | 1                                      | Gerry Rafferty                         | City to City                                            | -                         |
| 15. Juli 1978 – 28. Juli 1978 2 Wochen (insgesamt 2) | 2                                      | The Rolling Stones                     | Some Girls                                              | -                         |
| 29. Juli 1978 – 15. September 1978 7 Wochen (insgesamt 7) | 7                                      | Original Motion Picture Soundtrack     | Grease: The Original Soundtrack from the Motion Picture | -                         |
| 16. September 1978 – 22. September 1978 1 Woche (insgesamt 1) | 1                                      | Boston                                 | Don’t Look Back                                         | -                         |
| 23. September 1978 – 6. Oktober 1978 2 Wochen (insgesamt 9) | 9                                      | Original Motion Picture Soundtrack     | Grease: The Original Soundtrack from the Motion Picture | -                         |
| 7. Oktober 1978 – 13. Oktober 1978 1 Woche (insgesamt 2) | 2                                      | Boston                                 | Don’t Look Back                                         | -                         |
| 14. Oktober 1978 – 3. November 1978 3 Wochen (insgesamt 12) | 12                                     | Original Motion Picture Soundtrack     | Grease: The Original Soundtrack from the Motion Picture | -                         |
| 4. November 1978 – 10. November 1978 1 Woche (insgesamt 1) | 1                                      | Linda Ronstadt                         | Living in the USA                                       | -                         |
| 11. November 1978 – 17. November 1978 1 Woche (insgesamt 1) | 1                                      | Donna Summer                           | Live and More                                           | -                         |
| 18. November 1978 – 29. Dezember 1978 6 Wochen (insgesamt 6) | 6                                      | Billy Joel                             | 52nd Street                                             | -                         |